# Lục bát
 (novembre 2017).
Le Lục Bát (littéralement « Six - Huit ») est une forme poétique traditionnelle vietnamienne qui consiste en une versification alternée entre des hexasyllabes et des octosyllabes. Le Lục Bát qui trouve son origine dans la littérature folklorique orale, est apprécié par les gens de toutes les classes sociales et de tout âge.
Profondément lié à la culture et à l’âme du peuple vietnamien, le sujet des poèmes porte souvent sur la vie quotidienne, les relations humaines, la moralité et la beauté de la nature.
Grâce à la naissance du Chữ Nôm (système d’écriture idéo-phonétique vietnamien) vers le Xe siècle, les poèmes en forme de Lục Bát ont été enregistrés. Le plus connu est le Truyện Kiều (Histoire de Kieu) de Nguyễn Du (1765-1820). Ce poème, composé de 3254 vers de Lục Bát, est considéré comme l’œuvre littéraire vietnamienne la plus importante jamais écrite.

## Origine
Il est impossible de savoir quand le Lục Bát est apparu, en effet il trouve son origine dans la culture orale, aucune date de création ne peut alors lui être attribuée. Le Lục Bát est présent depuis toujours dans des chansons folkloriques, des berceuses, des comptines jusque dans les grandes œuvres poétiques vietnamiennes, comme Truyện Kiều (Histoire de Kieu) de Nguyễn Du ou Chinh phụ ngâm khúc (La complainte de la femme du combattant) de Đoàn Thị Điểm.
Sous le régime féodal, contrairement à la poésie des Tang, le Lục Bát n’est pas introduit dans le système éducatif, ni dans les concours de lettrés. Grâce à l’apparition du Truyện Kiều de Nguyễn Du au 19e siècle, puis aux œuvres poétiques de Tản Đà au XXe siècle, le Lục Bát est reconnu comme un genre spécial et typique de la poésie vietnamienne.
De nos jours, le Lục Bát devient non seulement une forme poétique représentant la poésie traditionnelle, mais aussi une forme lyrique du nouveau mouvement de poésie. De Tản Đà à Nguyễn Bính, Bùi Giáng, Đồng Đức Bốn, Nguyễn Trọng Tạo et à un certain nombre de jeunes écrivains, les poèmes de Lục Bát deviennent leurs œuvres les plus réussies et connues.

## Forme
Le poème de style Lục Bát est organisé en minimum deux vers, le premier de 6 pieds et le suivant de 8 pieds. Le poème termine souvent par le vers de 8 pieds, mais parfois par le vers de 6 pieds pour exprimer le regret ou la nostalgie. La longueur du poème est indéterminée.

## Règle de versification
Cette versification suit des règles de rime et de registre qui sont parfois flexibles

### Rime
Un poème du style Lục Bát se compose au moins d’une paire de vers de 6 et de 8 pieds. Le dernier pied du vers de 6 pieds rime avec le 6e pied du vers de 8 pieds suivant, puis le 8e pied de ce vers rime avec le dernier pied du vers de 6 suivant et ainsi de suite.
Exemple :
Trăm năm trong cõi người ta
                                          /ta:/
Chữ tài chữ mệnh khéo là ghét nhau
                                   /la:˧˩/        /ɲa:w/
Trải qua một cuộc bể dâu
                                  /zəw/
Những điều trông thấy mà đau đớn lòng
                                        /ɗa:w/     /lɔŋ˧˩/
…
(Histoire de Kieu – Nguyen Du) 
Les mots « ta » et « là » sont des rimes riches, tandis que les « nhau » et « dâu » sont des rimes suffisantes.  

### Règle «bằng-trắc»
Le vietnamien standard possède six tons, lesquels se divisent en deux groupes d’intonation : les tons plains (Bằng) et les tons obliques (Trắc). 
| Groupe   | Registre | Ton vietnamien | Diacritique     | Exemple            | Exemple                                  |
| Groupe   | Registre | Ton vietnamien | Diacritique     | « Mot vietnamien » | Signification                            |
| -------- | -------- | -------------- | --------------- | ------------------ | ---------------------------------------- |
| Bằng (B) | Moyen    | Ngang          | Aucun           | Ta                 | Je, on, nous                             |
| Bằng (B) | Bas      | Huyền          | Accent grave    | Tà                 | Pan, esprit malfaisant, mauvais, déclin… |
| Trắc (T) | Haut     | Sắc            | Accent aigu     | Tá                 | Douzaine, grade d’officier supérieur     |
| Trắc (T) | Moyen    | Hỏi            | Crochet en chef | Tả                 | Choléra, décrire                         |
| Trắc (T) | Haut     | Ngã            | Tilde           | Tã                 | Lange, usé                               |
| Trắc (T) | Bas      | Nặng           | Point souscrit  | Tạ                 | Quintal, haltère                         |

La règle « bằng-trắc » est une règle d’alternance de  sons plains et sons obliques. Dans un poème du style Lục Bát, les 1er, 3e, et 5e pieds sont libres, tandis que les 2e, 4e, 6e et 8e pied doivent suivre strictement cette règle d’intonation.  
| Vers    | Rime | Rime | Rime | Rime | Rime | Rime | Rime | Rime |
| ------- | ---- | ---- | ---- | ---- | ---- | ---- | ---- | ---- |
| 6 pieds | 0    | B    | 0    | T    | 0    | B    |      |      |
| 8 pieds | 0    | B    | 0    | T    | 0    | B    | 0    | B    |
| Pied    | 1    | 2    | 3    | 4    | 5    | 6    | 7    | 8    |

Le 2e pied et le 6e pied sont symétriques par rapport au 4e pied. Le 6e pied et le 8e pied du vers de 8 pieds ont le même ton mais ils doivent être opposés au niveau du registre. C’est-à-dire, si le 6e pied appartient au registre moyen, le 8e appartient au registre bas et vice versa.
 Exemple :
| Vers    | Rime | Rime | Rime | Rime | Rime | Rime | Rime | Rime |
| ------- | ---- | ---- | ---- | ---- | ---- | ---- | ---- | ---- |
| 6 pieds | Cái  | cò   | cái  | vạc  | cái  | nông |      |      |
| 6 pieds | 0    | B    | 0    | T    | 0    | B    |      |      |
| 8 pieds | Ba   | con  | đều  | béo  | vặt  | lông | con  | nào  |
| 8 pieds | 0    | B    | 0    | T    | 0    | B    | 0    | B    |
| Pied    | 1    | 2    | 3    | 4    | 5    | 6    | 7    | 8    |

### Rythme
Le Lục Bát est généralement en rythme binaire de 2/2/2 ou de 4/4. Les vers se divisent en 2 ou 4 mesures de même longueur.
Exemple :
Này chồng / này mẹ / này cha,
       2               2             2            
Này là em ruột / này là em dâu.
          4                        4            
(Histoire de Kiêu – Nguyen Du)
Le poème peut également porter le rythme ternaire (3/3, 1/5, 3/5) pour exprimer les émotions fortes, les soucis ou la soudaineté, etc.
 Exemple :
Anh đi đấy, / anh về đâu?
       3                   3
Cánh buồm nâu, /… cánh buồm nâu, /… cánh buồm…
       3                                3                             3
(Cánh buồm nâu – Nguyễn Bính)